# Mark Bortz
Mark Steven Bortz (Pardeeville, 12 febbraio 1961) è un ex giocatore di football americano statunitense che ha giocato nel ruolo di offensive guard per tutta la carriera con i Chicago Bears della National Football League (NFL). Fu scelto nel corso dell'ottavo giro (219º assoluto) del Draft NFL 1983 dai Bears. Al college ha giocato a football all'Università dell'Iowa.

## Carriera professionistica

### Chicago Bears
Bortz fu scelto dai Chicago Bears nell'ottavo giro del Draft 1983, disputando con essi tutta la carriera professionistica, sino al 1994. Coi Bears vinse il Super Bowl XX nel 1985 battendo i New England Patriots. In dodici stagioni da professionista disputò 171 partite per Chicago, di cui detiene il record per il maggior numero di presenze in gare di playoff, 13.

## Palmarès

### Franchigia
- Super Bowl : 1

Chicago Bears: Super Bowl XX
- National Football Conference Championship: 1

Chicago Bears: 1985

### Individuale
- Convocazioni al Pro Bowl: 2

1988, 1990

## Statistiche
| Partite totali | 171 |